# تپه زیارت شاه ولی
تپه زیارت شاه ولی مربوط به دوره اشکانیان - دوره ساسانیان - دوران‌های تاریخی پس از اسلام است و در شهرستان زابل، روستای جان آباد سنجرانی واقع شده و این اثر در تاریخ ۱۷ اسفند ۱۳۸۱ با شمارهٔ ثبت ۷۷۱۸ به‌عنوان یکی از آثار ملی ایران به ثبت رسیده است.